# Сомджинган
Сомджинган (кор. 섬진강?, 蟾津江?) — река на юго-западе Южной Кореи. Является четвёртой рекой страны по площади бассейна. Протекает по территории провинций Чолла-Пукто, Чолла-Намдо и Кёнсан-Намдо и впадает в залив Кванъянман.
Длина реки составляет 228,88 км (212, 212,3 или 222 км), территория её бассейна — 4911,89 км² (4896 км², 4896,5 км² или 4914 км²). Средний уклон реки составляет 33,7 %.
Исток реки находится под горой Пхальгонсан (высотой 1151 м, Чолла-Пукто). Оттуда она течёт на юго-запад и протекает через водохранилище Сомджин (Зюдан), используемое для выработки электроэнергии, снабжения населения питьевой водой и орошения. Часть речной воды отводится оттуда в реку Тонджинган и используется для ирригации. После река поворачивает на юго-восток, в неё слева впадают Йочхон (площадь бассейна 477,4 км²) и Осучён (площадь бассейна 374,3 км²), а справа — Посонган, её крупнейший приток (длина 120,3 км, площадь бассейна 1246,7 км²). Сомджинган впадает в залив Кванъянман Корейского пролива.
Среднегодовая норма осадков в северной части бассейна составляет около 1295 мм в год. Среднегодовая температура в верховьях реки составляет 12,0°С. Более 80 % осадков выпадает в дождливый сезон. Средний расход воды — 75,7 м³/с (Abrog).
Максимальный сток в превышает минимальный в 270 раз, до постройки плотин этот показатель составлял около 700.
Основными в бассейне реки являются гранит, гнейсы и осадочные породы. По состоянию на 2016 год, 71 % бассейна реки занимали леса, 22 % — сельскохозяйственные земли, 3 % было застроено и 4 % занимали болота и водная поверхность.